# Malla (tèxtil)

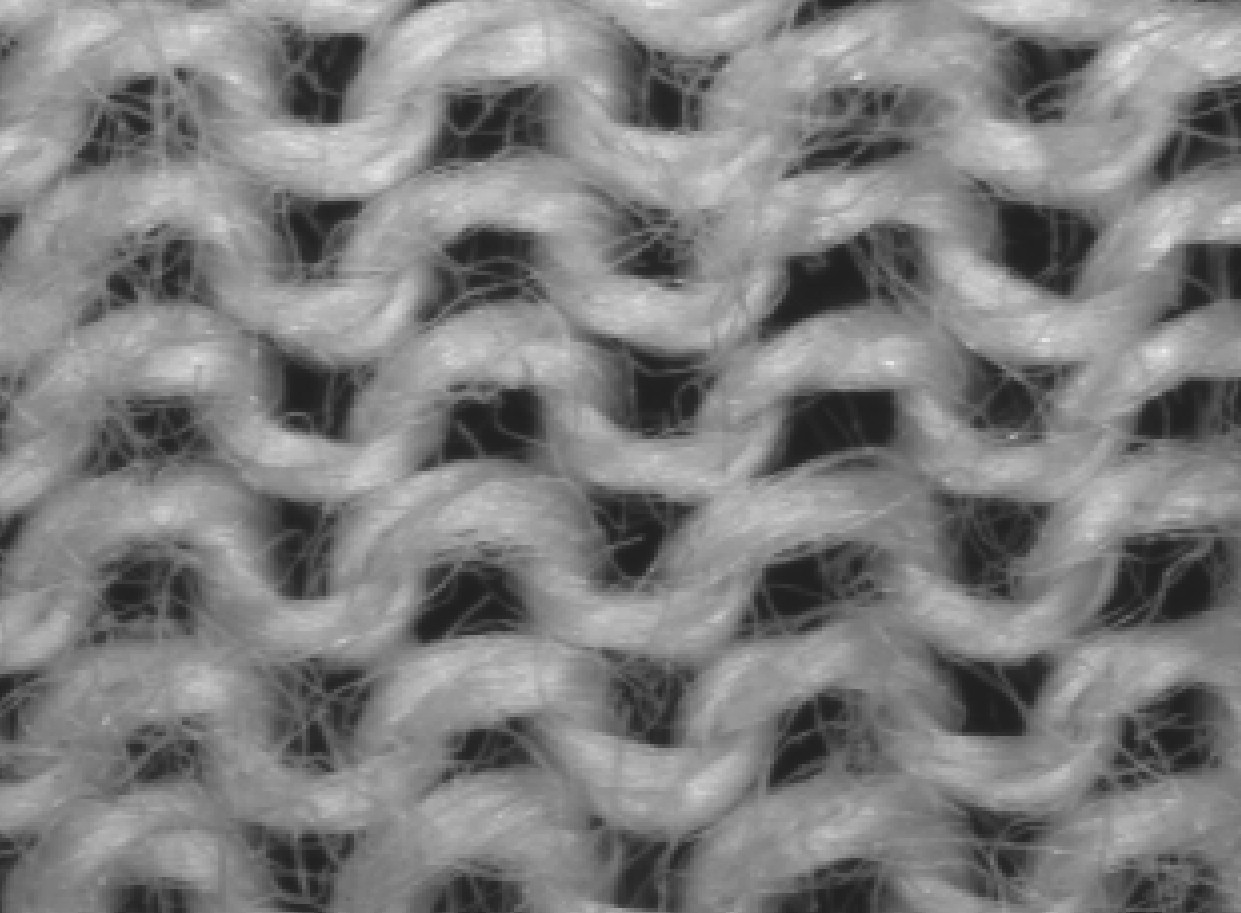
Malla de llana

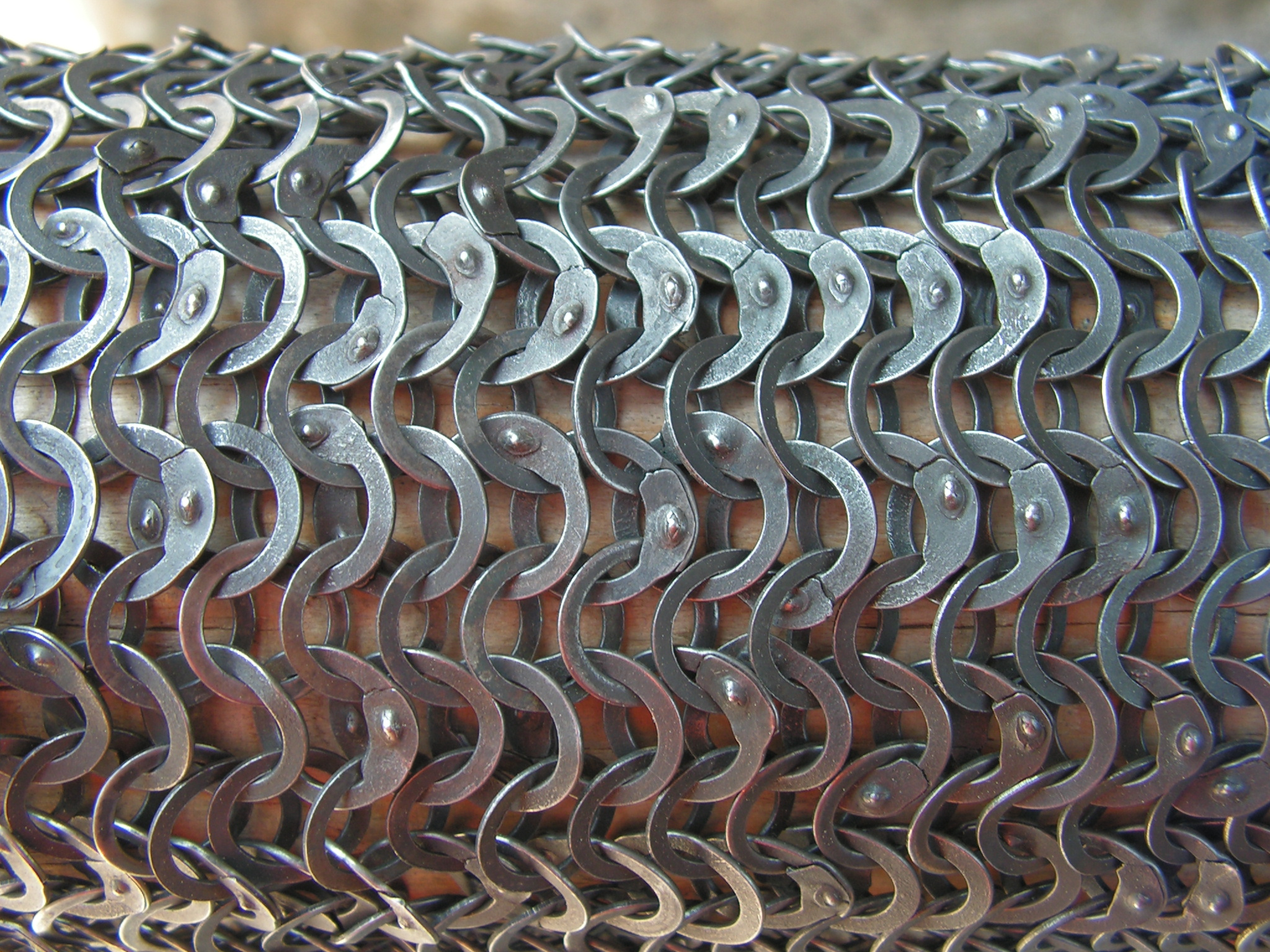
Malla de ferro

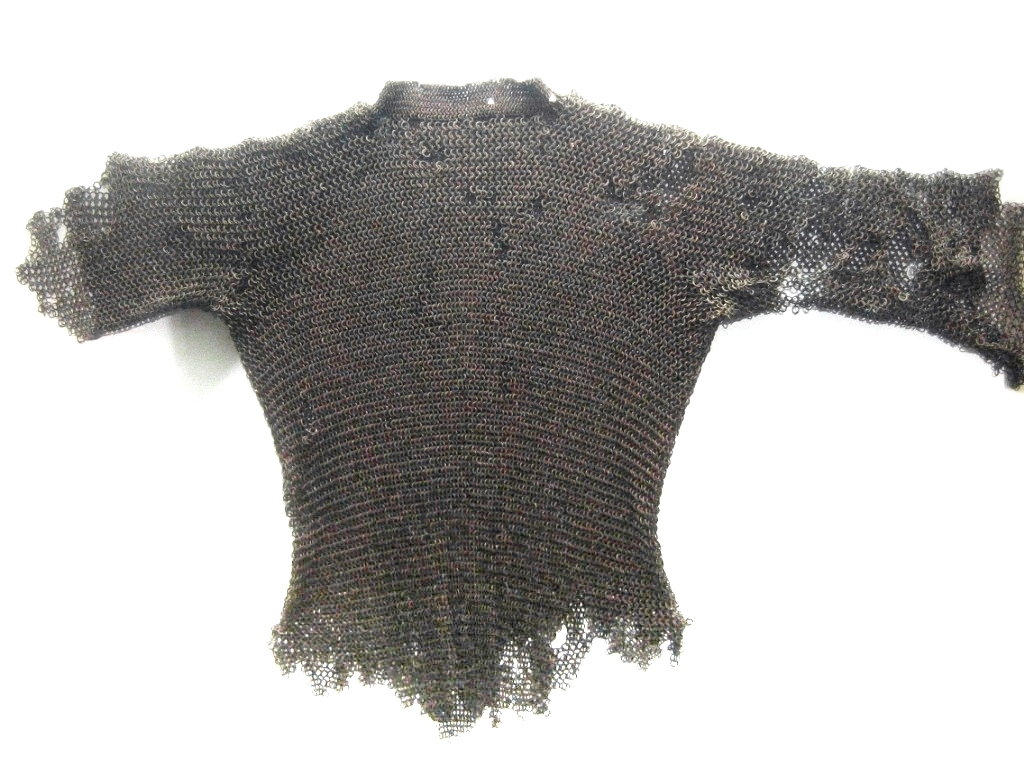
Ausberg

Una malla consisteix en teixit permeable de fils o de bagues connectats entre si, de metall, de fibra tèxtil o d'un altre tipus de material dúctil o flexible. Una malla és similar a una teranyina o xarxa, pel fet que té molts fils lligats o entrellaçats. Des de l'època romana i fins a l'alta edat mitjana la malla de ferro era utilitzada per fabricar ausbergs, per tal de donar flexibilitat a l'arnès. Aplicacions contemporànies són, entre d'altres, els fons de garbells, entre les dues capes del vidre armat, per fer vestits de protecció, per fer tanques o encara la malla metàl·lica electrosoldada utilitzada per a armar capes de formigó.
Malla significa també cada punt d'un tricot metàl·lic o tèxtil. Així, en el gènere de punt el teixit es fa per un fill transversal o diversos fills longitudinals connectats per bagues o malles.